# Musculature De Pomfrit!
Musculature De Pomfrit! er debutalbummet fra den satiriske musikduo Je m'appelle Mads fra 2004. Albummet modtog tre ud af seks stjerner i musikmagasinet GAFFA.

## Spor
1. "Alt Det Man Drømmer Om" - 2:05
2. "Fritid (F.eks Gymnastik)" - 2:38
3. "Det Dufter Så Dejligt" - 3:33
4. "Jeg Kan Huske Da Morten Munkholdt Fik En Computer" - 3:52
5. "Bilerne De Er Farlige" - 2:44
6. "Hvad Rimer På Slik?" - 6:59
7. "Hey DJ Jens" - 3:05
8. "Punktum Komma Slut" - 3:10
9. "Glæden Ved Forbrug" - 3:37
10. "Det Glade Budskab" - 1:34
11. "Det Sagde Han Også Igår!" - 5:59
12. "De Nye Socialdemokrater" - 4:07
13. "Der Er Ingen Der Ka' Li' Mig Som Jeg Er" - 1:59